# Gilles Viricel
Gilles Viricel, né le 5 décembre 1966 à Chazelles-sur-Lyon, est un cavalier français.
Il remporte la médaille d'argent par équipe aux Championnats d'Europe de concours complet d'équitation de 2005.